# Triangelolikheten

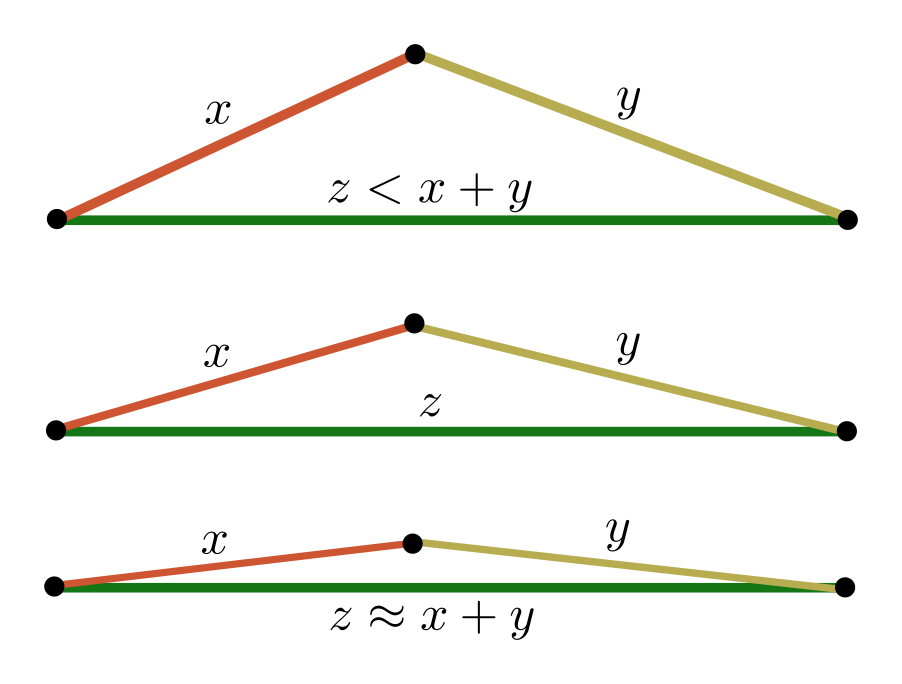
Exempel på triangelolikheten

Triangelolikheten  är en matematisk olikhet enligt vilken längden av en viss sida i en triangel är mindre än(eller lika med) summan av längderna av de övriga sidorna men större än(eller lika med) differensen mellan dessa sidor (brukar kallas den omvända triangelolikheten).
Den är giltig i en stor uppsättning rum, bland annat för de reella talen.

## Normerat vektorrum
I ett normerat vektorrum V kan triangelolikheten skrivas
{\displaystyle \|\mathbf {x} +\mathbf {y} \|\leq \|\mathbf {x} \|+\|\mathbf {y} \|}
för alla 
{\displaystyle \mathbf {x} ,\mathbf {y} \in V}
Likhet gäller om och endast om x och y är parallella.

### Reella tallinjen
Den reella tallinjen är ett normerat vektorrum med absolutbeloppet som norm. Triangelolikheten för de reella talen skrivs därmed som
{\displaystyle |x+y|\leq |x|+|y|}
Här gäller likhet om x och y har samma tecken.

### Komplexa talplanet
Inom komplex analys gäller olikheten
{\displaystyle |z_{1}+z_{2}|\leq |z_{1}|+|z_{2}|}
med likhet om 
{\displaystyle \arg(z_{1})=\arg(z_{2})}.
Dessutom (se följdsatsen nedan) gäller
{\displaystyle |z_{1}+z_{2}|\geq {\Big |}|z_{1}|-|z_{2}|{\Big |}}
med likhet om 
{\displaystyle \arg(z_{1})=-\arg(z_{2})}.

## Metriska rum
Triangelolikheten ingår som ett av de definierande axiomen för metriken d i ett metriskt rum ℳ.
Den innebär att summan av avståndet mellan två punkter p och q alltid är mindre eller lika med summan av avstånden mellan punkt p och en godtycklig punkt r, samt avståndet från r till q:
{\displaystyle d(p,q)\leq d(p,r)+d(r,q)}
där d(p, q) betecknar avståndet mellan p och q. Funktionen d(p, q) : ℳ → ℝ kallas metriken, eller avståndsfunktionen. Notera att det är avståndet mellan två objekt som definierar rummet och inte tvärt om.

## Följdsats
Ur triangelolikheten följer att
{\displaystyle {\Big |}\|\mathbf {x} \|-\|\mathbf {y} \|{\Big |}\leq \|\mathbf {x} -\mathbf {y} \|}
och 
{\displaystyle |d(p,r)-d(r,q)|\leq d(p,q)}
vilket betyder att normen ||a|| och avståndsmåttet d(a,b) är Lipschitz-kontinuerliga och därmed även kontinuerliga.

## Serier och integraler
Triangelolikheten har ett antal följdsatser. 
Med induktion man kan visa att
{\displaystyle \left|\sum _{i=1}^{n}x_{i}\right|\leq \sum _{i=1}^{n}|x_{i}|}
för xi ∈ ℝ och n ∈ ℕ. 
För absolutkonvergenta serier, det vill säga för
{\displaystyle \sum _{i=1}^{\infty }|x_{i}|\in [0,\infty )}
finns en triangelolikhet:
{\displaystyle \left|\sum _{i=1}^{\infty }x_{i}\right|\leq \sum _{i=1}^{\infty }|x_{i}|}.
För en integral, exempelvis Riemannintegralen, kan man med definitionen av supremum och infimum visa att det finns en triangelolikhet
{\displaystyle \left|\int _{a}^{b}f(x)dx\right|\leq \int _{a}^{b}|f(x)|dx},
om f(x) är Riemannintegrerbar.